# Carl August Zscheckel
Carl August Zscheckel auch Zschöckel (geboren 28. Juli 1824 in Lockwitz bei Dresden; gestorben 18. Dezember 1870 in Dresden) war ein deutscher Holzstecher und Illustrator.
Zscheckel war ein Schüler des in Dresden tätigen Hugo Bürkner, in dessen Atelier einige seiner ersten Stiche entstanden. Seine Künstlersignatur in Schreibschrift kürzte er mitunter als Zs sc ab.

## Bekannte Werke (Auswahl)

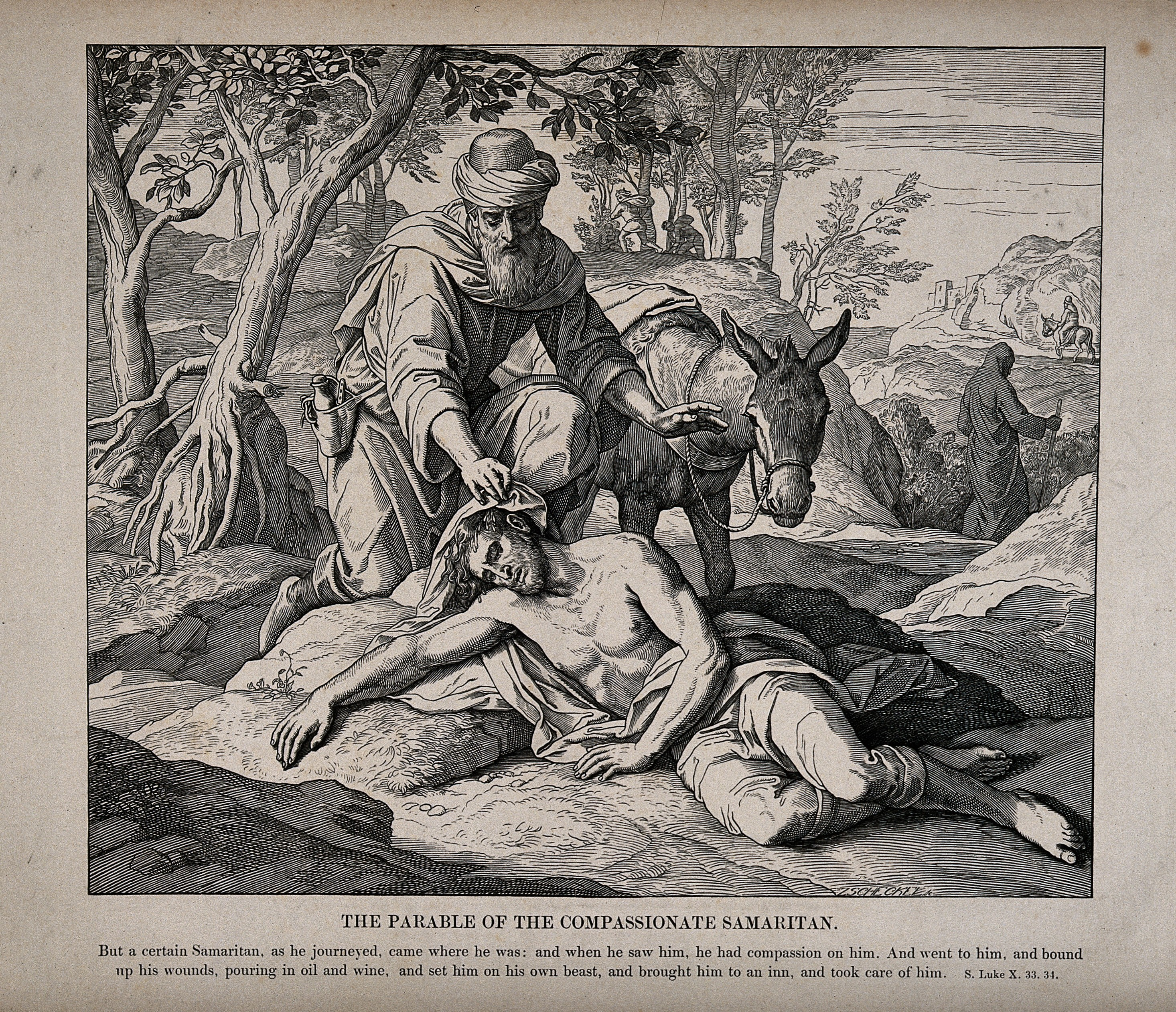
In englischer Sprache untertitelter Stich zum Barmherzigen Samariter mit der ausgeschriebenen Künstlersignatur Zscheckels

Zscheckel stach vor allem Illustrationen nach Zeichnungen verschiedener Künstler. Seine Arbeiten erschienen beispielsweise in folgenden Schriften:
- 1849 nach Alfred Rethel: Auch ein Totentanz, Leipzig[1]
- 1853–1860 nach Julius Schnorr von Carolsfelds Bibel in Bildern, Leipzig[1]
- nach Ludwig Richter, Dresden
  - 1861:
    - Der Sonntag in Bildern[1]
    - Neuer Strauss fürs Haus[1]

  - 1866: Unser täglich Brot[1]
  - 1869: Gesammeltes von Ludwig Richter[1]
- 1869 für Georg Scherer’s illustriertes Kinderbuch, Band 2, Leipzig[1]
- 1873, posthum in Deutsche Jugend. Jugend- und Familienbibliothek, Band 1, Leipzig[1]

## Familie
Carl August Zscheckel wurde am 28. Juli 1824 in Lockwitz bei Dresden als Sohn des Dienstknechts Carl August Zschöckel und seiner Ehefrau Johanne Christiane Pahlitzsch geboren. Die Familie verzog nach Dresden, wo der Vater als Portier arbeitete. Sein Sohn Carl August ehelichte 27. Januar 1850 in Dresden die Charlotte Henriette Kurzhals (* um 1818; † 9. April 1873 in Dresden), verehelicht gewesene Weilandt. Er verdiente zu der Zeit sein Geld bereits als Xylograph und Zeichenlehrer. Bekannt sind aus der Ehe zwei Töchter: Clementine Charlotte (* 1850 in Dresden; † 1909 Herford) und Marie Thekla Clara Zscheckel (* 1857 Dresden). Carl August Zscheckel verstarb am 18. Dezember 1870 in Dresden an einer Bronchitis. Zu dem Zeitpunkt wohnte er auf der Kleinen Brüdergasse 10.